# Neosilba certa
Neosilba certa är en tvåvingeart som först beskrevs av Walker 1853.  Neosilba certa ingår i släktet Neosilba och familjen stjärtflugor. Inga underarter finns listade i Catalogue of Life.